# Маковей Сергій Олександрович
Сергі́й Олекса́ндрович Макове́й (Маковєй) (1 серпня 1970 —17 серпня 2014) — молодший сержант Збройних сил України, учасник російсько-української війни.

## З життєпису
Народився 1970 року в місті Кривий Ріг (Дніпропетровська область). Після закінчення 9 класів криворізької школи-інтернату № 1 продовжив навчання в училищі № 45 — здобув спеціальність помічника машиніста тепловоза. Пройшов строкову службу, по демобілізації працював у школі міліції. Коли вийшов на пенсію за вислугою років, став монтажником у підрядній організації.
З початком бойових дій Сергій одним із перших пішов захищати країну. Гранатометник, 25-та окрема повітрянодесантна бригада.
17 серпня 2014-го загинув у бою під Макіївкою — під час обстрілу з БМ-21 «Град» при проведенні пошуково-ударних дій. Тоді ж полягли капітани Ричков Вадим Володимирович та Шевчук Сергій Мирославович; лейтенант Коза Денис Євгенович; лейтенант Гаврюшин Денис Юрійович; старші сержанти Ятченко Сергій Олександрович, Король Віталій Сергійович; молодший сержант Федчук Сергій Володимирович; старший солдат Вакулич Володимир Володимирович; солдати Приходько Дмитро Вікторович та Єманов Олексій Петрович.
Удома лишилися мама; дружина та два малолітні сини.
Похований в місті Кривий Ріг, Центральне кладовище, Алея Слави.

## Нагороди і вшанування
- 14 листопада 2014 року за особисту мужність і героїзм, виявлені у захисті державного суверенітету та територіальної цілісності України, вірність військовій присязі під час російсько-української війни, відзначений — нагороджений орденом «За мужність» III ступеня (посмертно).
- Його портрет розміщений на меморіалі «Стіна пам'яті полеглих за Україну» у Києві: секція 2, ряд 10, місце 34.
- Вшановується 17 серпня на щоденному ранковому церемоніалі вшанування українських захисників, які загинули цього дня у різні роки внаслідок російської збройної агресії[1]
- нагрудний знак «За взяття Савур-Могили»
- відзнака міста Кривий Ріг «За Заслуги перед містом» 3 ступеню (посмертно)
- нагрудний знак «Гідність та Честь» (посмертно)
- 1 березня 2017 року на фасаді Криворізького центру професійної освіти металургії та машинобудування відкрито меморіальний знак на честь Сергія Маковея.[2]